# Jukola 1949
Im Rahmen der Jukola-Orientierungslaufstaffel 1949 fand am 12. und 13. Juni 1949 die 1. Jukola in der Nähe von Helsinki statt.

## Übersicht
Bei der ersten Austragung der Jukola-Staffel (finnisch Jukolan viesti) gewann Helsingin Suunnistajat vor Helsingfors IFK und dem IK Örnen. Nach dem ersten Wechsel hatten zunächst fünf Mannschaften, darunter Helsingfors IFK und IK Örnen, in der Spitzengruppe gestanden, die Führung behielt währenddessen auch beim zweiten Wechsel die Staffel von Korson Kunto. Auf der dritten Strecke übernahm Turebergs IF, die einzige schwedische Vereinsstaffel am Start, die Führung, während die Helsingin Suunnistajat um über eine halbe Stunde zurückfielen. Auf der vierten Runde brachte Jarl Mattsson den Helsingfors IFK auf Platz eins, nach der fünften Runde kristallisierte sich ein Zweikampf zwischen Helsingfors IFK und den Helsingin Suunnistajat heraus, die nach den Läufen von Runo Harmo und Erkki Aro Boden gut gemacht hatten. Die Entscheidung fiel erst im letzten Abschnitt, als Eino Huuhka mit einer Führung von fast fünf Minuten für die Suunnistajat vor dem Stadtrivalen Helsingfors IFK einlief. Leo Backman sicherte dem IK Örnen mit der schnellsten Zeit auf der siebten Runde den dritten Rang.

## Organisation und Wettkampfgebiet
Ausrichtende Vereine waren der Jukola-Verein Kaukametsäläiset und die Sportvereine Helsingin Kisa-Toverit, Helsingin Suunnistajat, Helsingin Toverit, IK Örnen, Korson Kunto, Mellunkylän Kontio, Savion Sampo, Sibbo-Vargarna, Suomenlinnan Urheilijat, Suunta Veikot und Tapanilan Erä.
Das Austragungsgebiet lag auf dem Gebiet der Ortschaften Ruskeasanta, Östersundom und Tapanila. Gelaufen wurde mit einer topographischen Karte im Maßstab 1:30.000.

## Jukola
| \| # \| Länge \| \| ------ \| ------- \| \| 1 \| 10,5 km \| \| 2 \| 8,4 km \| \| 3 \| 9,0 km \| \| 4 \| 11,3 km \| \| 5 \| 12,3 km \| \| 6 \| 12,9 km \| \| 7 \| 12,1 km \| \| \| \| \| Gesamt \| km \| | - Startzeit: - Sonnenunter-/aufgang: - Startende Mannschaften: 41 - Mannschaften im Ziel: 15 |
| # | Länge                                                                                        |
| 1 | 10,5 km                                                                                      |
| 2 | 8,4 km                                                                                       |
| 3 | 9,0 km                                                                                       |
| 4 | 11,3 km                                                                                      |
| 5 | 12,3 km                                                                                      |
| 6 | 12,9 km                                                                                      |
| 7 | 12,1 km                                                                                      |
| |                                                                                              |
| Gesamt | km                                                                                           |

### Endergebnis
| Platz | Verein                 | Athleten                                                                                 | Zeit       |
| ----- | ---------------------- | ---------------------------------------------------------------------------------------- | ---------- |
| 1     | Helsingin Suunnistajat | E. Seväkivi Erkki Kupiainen A. Kokko Runo Harmo Erkki Aro A. Salminen Eino Huuhka        | 11:56:39 h |
| 2     | Helsingfors IFK        | Karl Sjöblom R. Wickström M. Bäckman Jarl Mattsson S. Roos E. Hägglund C.-H. Fager       | 12:01:30 h |
| 3     | IK Örnen               | Henry Sell G. Lönnberg B. Lönnberg R. Sell S.-E. Fagerholm Börje Malmström Leo Backman   | 12:03:35 h |
| 4     | Turebergs IF           | P. Pettersson L. Andersson K.-A. Jansson J. Majling I. Karlsson L. Andersson S. Dahlberg | 13:54:21 h |
| 5     | Helsingin Toverit      | V. Laine E. Ikonen G. Telkkinen H. Parkkari Eetu Merus H. Koskivuori L. Ormo             | 14:00:09 h |
| 6     | Tampereen Pyrintö      | O. Termela M. Saari K. Viitaniemi O. Meetteri U. Turtiainen V. Sipilä O. Merikoski       | 14:00:43 h |

### Ergebnisse nach Teilstrecken
| Strecke | Platz | Name, Verein                             | Zeit      |
| ------- | ----- | ---------------------------------------- | --------- |
| 1       | 1.    | Kurt Johansson, Korson Kunto             | 1:23:45 h |
| 1       | 2.    | Karl Sjöblom, Helsingfors IFK            | 1:23:50 h |
| 1       | 3.    | Henry Snell, IK Örnen                    | 1:23:55 h |
|         |       |                                          |           |
| 2       | 1.    | Vesa Laasonen, Keravan Urheilijat        | 1:00:00 h |
| 2       | 2.    | Heikki Seuna, Tuusulan Voima-Veikot      | 1:05:29 h |
| 2       | 3.    | Erkki Kupiainen, Helsingin Suunnistajat  | 1:06:23 h |
|         |       |                                          |           |
| 3       | 1.    | K. Viitaniemi, Tampereen Pyrintö         | 1:28:06 h |
| 3       | 2.    | M. Bäckman, Helsingfors IFK              | 1:34:16 h |
| 3       | 3.    | J. Hämäläinen, Helsingin Suunnistajat 2  | 1:34:56 h |
|         |       |                                          |           |
| 4       | 1.    | Runo Harmo, Helsingin Suunnistajat       | 1:39:31 h |
| 4       | 2.    | Jarl Mattsson, Helsingfors IFK           | 1:41:07 h |
| 4       | 3.    | J. Majling, Turebergs IF                 | 1:59:50 h |
|         |       |                                          |           |
| 5       | 1.    | Erkki Aro, Helsingin Suunnistajat        | 1:39:55 h |
| 5       | 2.    | Eetu Merus, Helsingin Toverit            | 1:51:25 h |
| 5       | 3.    | S.-E. Fagerholm, IK Örnen                | 1:51:50 h |
|         |       |                                          |           |
| 6       | 1.    | Viljo Saarinen, Hyvinkään Tahko          | 2:06:50 h |
| 6       | 2.    | Börje Malmström, IK Örnen                | 2:09:26 h |
| 6       | 3.    | Erkki Vainikka, Lahden Suunnistajat-37 2 | 2:11:10 h |
|         |       |                                          |           |
| 7       | 1.    | Leo Backman, IK Örnen                    | 1:23:49 h |
| 7       | 2.    | Eino Huuhka, Helsingin Suunnistajat      | 1:36:04 h |
| 7       | 3.    | C.-H. Fager, Helsingfors IFK             | 1:41:00 h |

| Strecke | Platz | Verein, Name                            | Zeit       |
| ------- | ----- | --------------------------------------- | ---------- |
| 1       | 1.    | Korson Kunto, Kurt Johansson            | 1:23:45 h  |
| 1       | 2.    | Helsingfors IFK, Karl Sjöblom           | 1:23:50 h  |
| 1       | 3.    | IK Örnen, Henry Snell                   | 1:23:55 h  |
|         |       |                                         |            |
| 2       | 1.    | Korson Kunto, A. Järvinen               | 2:35:15 h  |
| 2       | 2.    | Helsingin Suunnistajat, Erkki Kupiainen | 2:37:00 h  |
| 2       | 3.    | Turebergs IF, L. Andersson              | 2:37:11 h  |
|         |       |                                         |            |
| 3       | 1.    | Turebergs IF, K.-A. Jansson             | 4:13:40 h  |
| 3       | 2.    | Tampereen Pyrintö, K. Viitaniemi        | 4:14:31 h  |
| 3       | 3.    | Helsingfors IFK, M. Bäckman             | 4:15:58 h  |
|         |       |                                         |            |
| 4       | 1.    | Helsingfors IFK, Jarl Mattsson          | 5:57:05 h  |
| 4       | 2.    | Turebergs IF, J. Majling                | 6:13:20 h  |
| 4       | 3.    | Helsingin Suunnistajat, Runo Harmo      | 6:28:55 h  |
|         |       |                                         |            |
| 5       | 1.    | Helsingfors IFK, S. Roos                | 8:02:35 h  |
| 5       | 2.    | Helsingin Suunnistajat, Erkki Aro       | 8:08:50 h  |
| 5       | 3.    | IK Örnen, S.-E. Fagerholm               | 8:30:20 h  |
|         |       |                                         |            |
| 6       | 1.    | Helsingfors IFK, E. Hägglund            | 10:20:30 h |
| 6       | 2.    | Helsingin Suunnistajat, A. Salminen     | 10:20:35 h |
| 6       | 3.    | IK Örnen, Börje Malmström               | 10:39:46 h |
|         |       |                                         |            |
| 7       | 1.    | Helsingin Suunnistajat, Eino Huuhka     | 11:56:39 h |
| 7       | 2.    | Helsingfors IFK, C.-H. Fager            | 12:01:30 h |
| 7       | 3.    | IK Örnen, Leo Backman                   | 12:03:35 h |